# Fortuna Equestris tempel
Fortuna Equestris tempel (latin: Aedes Fortunae Equestris) var ett tempel på södra Marsfältet i antikens Rom. Templet var invigt åt Fortuna och uppfördes av Quintus Fulvius Flaccus för att uppfylla det löfte han avgav i samband med fälttåget i Hispania år 180 f.Kr. Fulvius invigde templet den 13 augusti 173 f.Kr. Enligt Vitruvius utgjorde templet ett exempel på systylos, det vill säga med kort interkolumnium.
Fulvius ska ha använt marmorskivor från Juno Lacinias tempel i Crotone för att dekorera Fortuna Equestris tempel, men blev av senaten beordrad att återställa dessa.
Tillnamnet ”Equestris” avser equites.